# Michel Jacobsen
Michel Jacobsen (1560-1632) fue un corsario dunkerqués al servicio de la Monarquía Hispánica. Conocido como el Zorro de los Mares por su habilidad y veteranía, pasó a la historia como uno de los comandantes navales más efectivos del norte de Europa durante la Guerra de los Ochenta Años.

## Biografía
Nació en una familia de marinos originaria de Róterdam que había abjurado del protestantismo. Su padre, Jan Jacobsen, que falleció cuando Michel tenía tres años, había sido un notable corsario a las órdenes de los Austrias. Michel comenzó su andadura para armadores privados en 1582, y tres años después era capitán en una flota corsaria de filibotes armada por el tesorero de la ciudad. En enero de 1587 capitaneaba el navío Chien o La Mouette. Participó en la frustrada Armada Invencible, en la que fue piloto, y cuyos restos ayudó a traer de vuelta a España.
Jacobsen reaparece poco años después, en 1595, como corsario al mando del buque Lévrier con el patrocinio de la también familia corsaria de Jacques van der Walle. Hostigó con vigor a las marinas inglesas y holandesas, los segundos de los cuales le apodaron el Zorro de los Mares (Le renard des mers o de la mer en francés, de Vos der zeeën en neerlandés) por su habilidad para aparecer en cualquier punto del mapa, destruir sus barcos y desaparecer.
En julio de 1600, Michel y su hermano Mathieu quedaron directamente al servicio de los gobernadores de los Países Bajos españoles, Isabel Clara Eugenia y el archiduque Alberto de Austria, cuyo almirante Charles d'Arenberg les contrató para devastar la industria pesquera neerlandesa, lo cual hicieron a conciencia. Formó parte de la reorganizada Armada de Flandes en 1602, sirviendo en uno de los cinco navíos personales del vicealmirante Adrien Diericksen, que murió al año siguiente, y pasó entonces al servicio de Willem Janssen, otro superviviente de la Armada Invencible que desde entonces organizaba el corso por iniciativa de Alejandro Farnesio.
En 1604, a pesar de la nueva neutralidad de los ingleses, éstos requisaron dos navíos pertenecientes a Jacobsen, el Santa María y el Santa Clara, después de haber recalado en Portsmouth por una tormenta, por lo que Jacobsen los suplió armando pequeños y escurridizos barcos de diez toneladas para las campañas de 1604 y 1605. Con su creciente éxito, en 1609 era uno de los siete mayores capitanes al servicio de los archiduques y de su general, Ambrosio Spínola, y comandaba ya el mismo Jacobsen una flota de once barcos recién botados. La tregua de los doce años no empañó sus servicios, y en 1621 volvió a la actividad con prestaza. Tres años después recibía la Orden de Santiago de manos del rey Felipe IV.
En 1627, acostumbrado ya a eludir los bloqueos neerlandeses, Jacobsen descendió hasta España con su flota para proveerse de marinos vascos en Pasajes, Guipúzcoa, tras lo que salió en una expedición a Groenlandia, donde los pesqueros holandeses e ingleses hacían pesca de arrastre. El dunkerqués llegó a sus aguas en mayo, hundió alrededor de 50 buques antes de regresar a Dunkerque por la ruta norte alrededor de las islas británicas. Junto con otra expedición dunkerquesa que estragó una flota militar y mercante en las islas Shetlands, la armada de Flandes acabó el año habiendo devastado el comercio protestante sin haber perdido un solo barco.
En otra de sus mayores correrías, Jacobsen logró pasar una flota de transporte de hombres, petrechos y dinero por el cerco marítimo holandés en 1631, con ayuda del almirante español de la Armada de Flandes, el conocido Francisco de Ribera. Hecha la misión, Ribera y Jacobsen llevaron a cabo varias campañas de corso y volvieron a aniquilar la flota pesquera holandesa. El año siguiente repitió la hazaña, escoltando un convoy con 4000 hombres, incrementando el prestigio de un corso dunkerqués en su apogeo.
En 1633, Jacobsen navegaba hacia España con tres galeones cuando se topó con una docena de buques otomanos, a los que derrotó y puso en fuga. Sin embargo, días después moría de fiebres en Sanlúcar de Barrameda a la respetable edad de 72 años, haciéndose cargo de sus galeones Fermín de Ochoa. Una leyenda flamenca dice que se le enterró en la catedral de Sevilla, junto a Cristóbal Colón y Hernán Cortés, aunque no es cosa probada.

## Descendencia
Dejó diez hijos con Laurence Weus, hija del también famoso corsario dunkerqués Cornelis Weus. Entre ellos se hallaron corsarios como Charles Jacobsen, ascendido a capitán el año siguiente por recomendación de Jacob Collaert, y Jan Jacobsen, quien también tuvo una carrera como corsario, además de Antoine y Francois Jacobsen. Una de sus hijas, Agnes Jacobsen, casó con Michel Bart y sería abuela de Jean Bart, quien se convertiría en gran almirante para franceses y holandeses cuando Dunkerque se perdiera.